# Ohníček
«Ohníček» (рус. «Костёр» / «Огонёк») — чехословацкий и чешский иллюстрированный юмористический журнал для детей на чешском языке.
Создан в 1950 году. Выходил со 2 сентября 1950 по 2001 год. Журнал издавался Чехословацким союзом молодежи. С 1974 года его печатали в издательстве «Mladá front», с 1999 года к нему присоединилось агентство «Toja». Журнал предназначался для детей от 8 до 12 лет.
Имел юмористическую, развлекательную форму. Выходил раз в две недели, в 1952—1968 годах — ежемесячно. Журнал предназначался для развития детей, используя литературные средства, чтобы дополнить образование и знания, полученные детьми в школе.
Бо́льшая часть журнала была посвящена детской литературе, в основном, рассказам о детях-героях, а также приключенческим, путевым, детективным и юмористическим рассказам. В журнале также публиковались басни, рассказы о природе и животных, повести с продолжением, фантастика. Учитывая возраст читателей, сказки появлялась в журнале лишь изредка, при этом приоритет отдавался прозу. Стихи печатались в журнале нерегулярно. В журнале чаще появлялись стихи классиков. Образцы творчества современных поэтов в большинстве случаев были просты для восприятия читателей «Охничека» и больше подходили для детей младшего возраста.
Комиксы публиковались в каждом номере журнала. Около трети номеров занимали мелкие сообщения, советы, загадки, конкурсы и др.
Печатались произведения Божены Немцовой, Кира Булычёва, Рене Госинни, Войтеха Стеклача и др. В 1970-х годах художником-иллюстратором журнала «Ohníček» работал Теодор Пиштек.